# Время (фильм, 2021)
«Время» (англ. Old) — американский боди-хоррор триллер М. Найт Шьямалана, вышедший в 2021 году.
Шьямалан также является автором сценария. Основой фильма стал графический роман Пьера Оскара Леви и Фредерика Петерса «Замок из песка».
Главные роли исполнили Гаэль Гарсиа Берналь, Руфус Сьюэлл и Элайза Сканлен. Фильм снят на традиционную 35-миллиметровую киноплёнку.
Выход фильма на экраны состоялся 23 июля 2021 года.

## Сюжет
Гай (Гаэль Гарсия Берналь) и Приска (Вики Крипс), находящиеся на грани развода, решают провести последний семейный отпуск с сыном Трентом и дочерью Мэддокс, после чего детям хотят сказать о расставании и о болезни Приски. Менеджер курорта организует для них день на территории закрытого для посторонних пляжа. К группе присоединяется рэпер М. С. Сидан, кардиохирург Чарльз с женой Кристал и их шестилетней дочерью Карой, за которой присматривает его мать Агнес, чуть позже на пляж попадает семейная пара Джарин и Патриция.
Отдыхающие попадают на песчаный берег, окружённый высокими скальными образованиями. Пока дети знакомятся и играют, родители сосредоточены на своих взаимоотношениях. Всё резко меняется, когда дети замечают вынесенное на берег тело девушки. Сидан опознаёт в ней свою недавнюю знакомую, из-за чего Чарльз сразу же обвиняет его в насилии и возможном убийстве. Один за другим мужчины пытаются вернуться на поляну, где их оставлял водитель из отеля, но пройти по тропинке через скалы не удаётся, каждый вновь оказывается на берегу с головокружением и частичной потерей памяти. Чуть позже умирает и Агнес, а затем и её собака. Джарин и Патриция считают, что дети их разыгрывают, когда Трент заявляет, что ему шесть лет, а Мэддокс-что ей одиннадцать. Приска также в шоке от внешности детей, потому что оба выглядят как подростки.
Отправляя детей переодеться в вещи родителей, Приска просит Чарльза осмотреть детей. Врач заключает, что все трое резко выросли. Кроме того, обостряется заболевание Приски, из-за чего Чарльз и Джарин проводят экстренную операцию, но все раны и надрезы мгновенно затягиваются даже у больного гемофилией Сидана. Разбираясь в происходящем, взрослые понимают, что клетки в их телах стареют с невероятной скоростью и, судя по телу погибшей девушки, за сутки на берегу для них пройдёт почти полвека. Кроме того, в каждой группе оказывается человек с каким-либо заболеванием.
Джарин решает попробовать доплыть до отеля, обогнув остров, но его постигает судьба погибшей девушки. Чарльз в это же время повторно нападает на Сидана и закалывает его ножом. Окружающим становится понятно, что у него психическое заболевание. Резко повзрослевшие Трент и Кара вынуждены хоронить своего новорождённого ребёнка. Кара пытается взобраться по скале, но теряет сознание и разбивается.
К вечеру от эпилепсии умирает Патриция, а Кристал погибает из-за хрупкости костей. На закате Чарльз нападает на полуослепшего Гая и частично потерявшую слух Приску, в результате чего Приска ранит Чарльза ржавым ножом, и он погибает от заражения крови.
Трент и Мэддокс, занимавшиеся весь вечер анализом засыпанных песком вещей предыдущих групп, помимо ржавых столовых приборов находят дневник с перечнем имён погибших на этом пляже. С наступлением темноты им приходится попрощаться с умирающими от старости родителями. Гай и Приска вспоминают обстоятельства, из-за которых хотели расстаться, и понимают, что всё было преходящим, и они всегда друг друга любили.
На рассвете Мэддокс и Трент решают достроить свой песчаный замок. Им уже больше пятидесяти лет и они понимают, что жить им осталось часов тринадцать. Трент жалуется, что так и не разгадал зашифрованное послание нового друга, шестилетнего племянника менеджера курорта, с которым они переписывались специальной кодировкой. Сестра предлагает ему разгадать послание, в результате чего у постаревших детей появляется надежда на спасение, ведь в письме написано о коралловом рифе запретного пляжа.
Брат и сестра решают проплыть сквозь риф.
В это время наблюдавший за происходящим со скал сотрудник курорта фиксирует гибель всей группы и возвращается в лабораторию, примыкающую к отелю. Курорт функционирует на базе фармкомпании, которая тестирует лекарства на больных людях, получая результаты за сутки вместо требуемых в реальном мире десятилетий. Исследователи радуются эффективности лекарства от эпилепсии, так как Патриция продержалась бы на нём в реальном времени около двадцати лет без припадков, однако недовольны потерей подопытного с гемофилией.
На курорт приезжают новые гости, но приветственную встречу обрывают Трент и Мэддокс, у которых всё-таки вышло проплыть под рифом. Брат и сестра передают дневник с именами погибших полицейскому, который также отдыхал на курорте, но в качестве обычного гостя. Персонал лаборатории арестован, а пятидесятилетние Трент и Мэддокс отправляются домой к своей тёте.

## В ролях
- Гаэль Гарсия Берналь —  Гай Каппа, муж Приски, отец Мэддокс и Трента
- Вики Крипс — Приска Каппа, жена Гая, мать Мэддокс и Трента
- Алекса Суинтон — Мэддокс Каппа в возрасте 11 лет, дочь Гая и Приски, сестра Трента
  - Томасин Маккензи — Мэддокс в возрасте 16 лет
  - Эмбет Дэвидц — взрослая Мэддокс
- Нолан Ривер — Трент Каппа в возрасте 6 лет, сын Гая и Приски, брат Мэддокс
  - Лука Фаустино Родригес —Трент в возрасте 11 лет
  - Алекс Вулфф — Трент в возрасте 15 лет
  - Иман Эллиотт — взрослый Трент
- Руфус Сьюэлл — Чарльз, муж Кристал, отец Кары и сын Агнес
- Эбби Ли — Кристал, жена Чарльза, мать Кары и невестка Агнес
- Кайла Бейли — Кара в возрасте 6 лет, дочь Чарльза и Кристал, внучка Агнес
  - Микая Фишер — Кара в возрасте 11 лет
  - Элайза Сканлен — Кара в возрасте 15 лет
- Аарон Пьер — Мид-Сайз Седан \ Брендан, рэпер, страдающий гемофилией
- Кен Люн — Джарин Кармайкл, муж Патриции
- Никки Амука-Берд — Патриция Кармайкл, жена Джарина
- Кэтлин Шелфант — Агнес, мать Чарльза, свекровь Кристал и бабушка Кары
- М. Найт Шьямалан — водитель гостиничного грузовика

## Темы, затрагиваемые в фильме
Когда Бет Уэбб из NME спросила о темах, затронутых в фильме, Шьямалан ответил: «Это определённо о нашем отношении ко времени и, на мой взгляд, о нашем дисфункциональном отношении ко времени, которое есть у всех нас. До тех пор, пока мы не будем вынуждены его изучить, будь то пандемия или факторы, которые влияют на эту ситуацию для этих персонажей, когда они оказались в ловушке на пляже и им приходится размышлять о своём отношении ко времени. Вы видите, что некоторые персонажи не могут справиться с этим, а некоторые обретают покой. Почему они обрели покой и как они его обрели посреди всего этого хаоса? Так что это разговор о том, как я сам отношусь ко времени».
На кинофестивале Tribeca Шьямалан говорит, что тема старения в фильме напоминает ему об отце, страдающем деменцией, и о детях, за взрослением которых он наблюдает. Во время мероприятия Алекс Вулфф сравнил фильм с пандемией COVID-19: «Когда выходишь из COVID, кажется, что время просто остановилось. И фильм буквально об этом». На премьере фильма Вулффа спросили о его интерпретации фильма, и он сказал, что это «аллегорическая экзистенциальная медитация о старении». Другие актёры поддержали его: Никки Амука-Берд сказала, что фильм о том, как не принимать природу как должное, Гаэль Гарсия Берналь сказал, что фильм о том, как время течёт по-другому для других людей, а Вики Крипс заметила, что фильм о «любви, семье и других вещах, которые намного сильнее любых страхов — страха старения и страха смерти».

## Производство
В октябре 2019 года стало известно, что М. Найт Шьямалан в сотрудничестве с Universal Studios выпустит два новых триллера, и выступит в качестве сценариста и режиссёра.
В мае 2020 года Элайза Сканлен, Томасин Маккензи, Аарон Пьер, Алекс Вулфф и Вики Крипс присоединились к актёрскому составу. Гаэль Гарсиа Берналь присоединится к ним в июле. В августе 2020 года к актёрскому составу фильма присоединились Руфус Сьюэлл, Эмбет Дэвидц и Иман Эллиотт.
Вдохновением для фильма послужили некоторые фильмы австралийской новой волны, включая «Обход» (1971) и «Пикник у Висячей скалы» (1975), а также «Ангел-истребитель» (1962), «Чёрные кошки в бамбуковых зарослях» (1968), «Челюсти» и Сумеречная зона.

### Съёмки
Съёмки фильма начались 26 сентября 2020 года в Доминиканской Республике вместе с объявлением названия фильма. В тот же день Collider сообщил, что фильм является адаптацией «Песочного замка», графического романа швейцарских писателей Пьера Оскара Леви и Фредерика Пеетерса. Эту книгу Шьямалан получил в качестве подарка на День отца от своих дочерей в 2017 году. Это первый фильм М. Найт Шьямалана, снятый им за пределами Филадельфии. С бюджетом в 18 миллионов долларов, съёмки проходили во время пандемии COVID-19 кинооператором Майклом Джулакисом, с использованием 35-мм пленки, и завершились 15 ноября 2020 года. После окончания съёмок Шьямалан заявил, что «Время» — первый фильм, снятый во время пандемии в Доминиканской Республике, и что во время съёмок ни у кого не было обнаружено вируса, поскольку он оплатил десятинедельное проживание съёмочной группы в отеле.
Производство завершилось 15 ноября 2020 года.

## Выпуск
Премьера фильма состоялась в Jazz at Lincoln Center в Нью-Йорке 19 июля 2021 года, на которой присутствовали актёры и члены съёмочной группы.
Цифровой релиз фильма в формате HD состоялся 5 октября 2021 года, а физический релиз на Ultra HD Blu-ray, Blu-ray и DVD запланирован на 19 октября. Дополнительные материалы включают: удалённые сцены; ролики «Семейный бизнес Шьямаланов», рассказывающий о вкладе Ишаны и Салеки Шьямалан в создание фильма; «Весь пляж — это сцена» и «Кошмары в раю», рассказывающие о том, как проходили съёмки и «Семья в моменте», в котором члены актёрского состава рассказывают об одной съёмочной ночи.

## Восприятие

### Сборы
По состоянию на 27 сентября 2021 года фильм собрал 48,2 миллионов долларов в США и Канаде и 41,9 миллиона долларов на других территориях, что составляет 90,1 миллиона долларов по всему миру.

### Приём критиков
На сайте Rotten Tomatoes фильм имеет рейтинг 50 %, основанный на 310 отзывах, со средней оценкой 5.5/10. По мнению критиков сайта: «У фильма нет недостатка в интересных идеях, а неровная режиссура М. Найта Шьямалана будет интриговать или раздражать зрителей».
Зрители, опрошенные CinemaScore во время премьерных выходных, дали фильму среднюю оценку «C+» по шкале от A+ до F. По данным PostTrak, 61 процент зрителей дали фильму положительную оценку, а 37 процентов сказали, что определенно рекомендовали бы его к просмотру.